# 24250 Лютеолсон
24250 Лютеолсон (24250 Luteolson) — астероїд головного поясу, відкритий 4 грудня 1999 року.
Тіссеранів параметр щодо Юпітера — 3,500.
Названий на честь Лютера Олсона (народився 1934 року), члена Зали Слави баскетболу, відомого баскетбольного тренера команди університету Аризони.